# Generální tajemník ÚV KSČ
Generální tajemník Ústředního výboru Komunistické strany Československa byl v letech 1921–1945 a 1971–1989 nejvyšším představitelem této strany. V letech 1953–1971 se funkce generálního tajemníka nazývala „první tajemník ÚV KSČ“. V obnovené KSČ je generální tajemník ÚV opět nejvyšším představitelem strany. V době komunistické totality měli první či generální tajemníci podstatně vyšší vliv než předseda vlády nebo prezident.[zdroj?]
V letech 1945–1953 stál v čele strany předseda, kterým byl Klement Gottwald. V tomto období rovněž paralelně existovala funkce generálního tajemníka, kterou zastával Rudolf Slánský, se zaměřením na běžný chod strany. Dne 6. září 1951 ÚV KSČ zrušil funkci generálního tajemníka i jeho zástupců. Jeho roli převzal organisační sekretariát. 
Po Gottwaldově smrti (1953) funkce předsedy zanikla a v čele strany stál první tajemník. Zároveň došlo na čas k oddělení nejvyšší stranické a ústavní funkce. Zatímco prezidentem se stal Antonín Zápotocký, do čela strany se dostal a řízením práce sekretariátu ÚV KSČ byl pověřen Antonín Novotný, který se tak stal řídicí osobností stranické mašinerie. V září 1953 zvolil ÚV KSČ Novotného svým prvním tajemníkem.
Když se Antonín Novotný stal v roce 1957 prezidentem, funkce generálního tajemníka ÚV KSČ mu zůstala. Ke zrušení kumulované funkce došlo až po 15 letech, když se prvním tajemníkem ÚV KSČ stal na 15 měsíců Alexander Dubček. Toho v dubnu 1969 vystřídal Gustáv Husák. Po 18 letech se na dva roky stal generálním tajemníkem Miloš Jakeš. Posledním generálním tajemníkem byl Karel Urbánek. Poté byla funkce zrušena a v čele strany stanul předseda (Ladislav Adamec, 1989–1990).

## Generální tajemníci ÚV KSČ
- Václav Šturc (1921–1922, generální tajemník)
- Alois Muna (1922–1924, generální tajemník)
- Josef Haken (1924–1926, generální tajemník)
- Bohumil Jílek (1926–1929, generální tajemník)
- Klement Gottwald (1929–1945 jako generální tajemník; 1945–1953 jako předseda)
- Rudolf Slánský (1945–1951 jako generální tajemník)
- Antonín Novotný (1953–1968, 1. tajemník)
- Alexander Dubček (1968–1969, 1. tajemník)
- Gustáv Husák (1969–1971 jako 1. tajemník; 1971–1987 jako generální tajemník)
- Miloš Jakeš (1987–1989, generální tajemník)
- Karel Urbánek (1989, generální tajemník)